# Politik der kleinen Nadelstiche (Schleswig-Holstein)
„Politik der kleinen Nadelstiche“ ist ein Sammelbegriff für politische Maßnahmen mit diskriminierender Wirkung von offizieller Seite in Schleswig-Holstein gegenüber der dänischen Minderheit in Schleswig in den unmittelbaren Nachkriegsjahren nach dem Zweiten Weltkrieg.
Diese Politik war zum einen die Reaktion auf die seit Kriegsende weiterhin latent vorhandene Diskriminierung der deutschen Minderheit nördlich der Grenze, so zum Beispiel die offene Frage hinsichtlich der Enteignung und Zerstörung des Privateigentums der deutschen Volksgruppe unmittelbar nach dem Krieg und der Rehabilitierung der vielfach blindlings verhafteten und teilweise ausgewiesenen deutschen Nordschleswiger sowie dem weiterhin geltenden Verbot von weiterführenden Schulen und den fehlenden Examensrechten für deutsche Schulen.
Zum anderen standen die Maßnahmen in Zusammenhang mit den Forderungen von Seiten vieler Mitglieder der dänischen Bewegung in Schleswig nach Grenzrevision und Ausweisung der Flüchtlinge, die von offizieller dänischer Seite hingegen abgelehnt wurde. Auch nach der Kieler Erklärung durch die schleswig-holsteinische Landesregierung erfolgte kein entsprechender Schritt durch die offiziellen Stellen in Kopenhagen.
Die Situation hinsichtlich der Rechte und Mittel für Schul- und Kulturarbeit waren also nördlich und südlich der Grenze ähnlich gelagert: Beide Seiten erkannten die Schulabschlüsse der Minderheit nicht an – die eine Seite nach 1945, die andere als Retourkutsche in den Folgejahren – und auf beiden Seiten fehlte das Engagement, die Bildung der Minderheit öffentlich zu fördern – südlich der Grenze waren die Mittel bescheiden, nördlich der Grenze null.
So wurde 1953 die Sperrklausel für den schleswig-holsteinischen Landtag von 5 % auf 7,5 % erhöht, um den SSW von der politischen Mitbestimmung auf Landesebene ausschließen zu können. Diese Klausel wurde vom Bundesverfassungsgericht jedoch für verfassungswidrig erklärt. Jedoch scheiterte der SSW mit 3,5 % der Stimmen bei der Landtagswahl in Schleswig-Holstein 1954 auch an der 5 %-Klausel.
Die Situation änderte sich erst nach 1955 im Zuge der Bonn-Kopenhagener Erklärungen, welche die Verhältnisse im deutsch-dänischen Grenzland beruhigten und umfassende Rechte für die deutsche Minderheit in Nordschleswig wie für die dänische Minderheit in Südschleswig garantierten.
Die Rechte der jeweiligen Minderheit hinsichtlich kultureller Freizügigkeit wurden gleichlautend festgeschrieben, insbesondere erhielt die deutsche Volksgruppe die Examensrechte und die Möglichkeit, eigene Schulen zu führen, zurück. Unterschiedlich wurde jedoch die Erleichterung der politischen Repräsentation gehandhabt, da die Sperrklausel nördlich der Grenze erst 5 Jahre nach den Erklärungen eingeführt wurde, dann jedoch trotzdem keine Ausnahme in Analogie zu der Ausnahme für die dänische Minderheit südlich der Grenze erfuhr. Ebenfalls als Enttäuschung wurde die unbeantwortete Forderung nach Amnestie und Rückgabe des enteigneten Eigentums der deutschen Minderheit gewertet, die von dänischer Seite als Einmischung in innerdänische Angelegenheiten betrachtet und zurückgewiesen wurde.
Statt von einem Gegeneinander zwischen den Deutschen und Dänen wird heute von einem Miteinander gesprochen und diskriminierende Politik gehört weitestgehend der Vergangenheit an. Die schleswigsche Grenzregion wird daher heute von vielen als Modellregion für andere europäische Grenzregionen gesehen.